# اد الیسیان
اد الیسیان (انگلیسی: Ed Elisian؛ زادهٔ ۹ دسامبر ۱۹۲۶ در اوکلند، کالیفرنیا، درگذشتهٔ ۳۰ اوت ۱۹۵۹ در میلواکی، ویسکانسین) رانندهٔ مسابقات اتومبیل‌رانی اهل ایالات متحده آمریکا بود که از فصل ۱۹۵۴ تا ۱۹۵۸ در مجموع در پنج گراند پری از مسابقات جهانی فرمول یک شرکت کرد، اما موفق به کسب هیچ امتیازی نشد.
الیسیان در ۳۰ اوت ۱۹۵۹ بر اثر تصادف رانندگی طی یک مسابقه و گرفتار شدن در آتش، در میلواکی، ویسکانسین درگذشت.